# Stefan Nutz
Stefan Nutz (* 15. Februar 1992 in Judenburg) ist ein österreichischer Fußballspieler.

## Karriere
Nutz begann seine Karriere in Pöls, wo er für den FSC Pöls spielte. 2006 wechselte er in die Jugendmannschaft des Grazer AK. 2008/09 spielte er für den SK Sturm Graz, ehe er schließlich wieder zurück zum Grazer AK wechselte. Sein Debüt für die Regionalligamannschaft gab er am 16. Spieltag 2009/10 gegen den USV Allerheiligen. 2012 wechselte er in die Erste Liga zum SV Grödig. Sein Debüt gab er in der ersten Runde des ÖFB-Cups gegen den FC Pinzgau Saalfelden. Mit der Mannschaft schaffte er den Aufstieg in die Bundesliga, dann sogar den Sprung ins internationale Geschäft. 2015 wechselte er zum Ligakonkurrenten SK Rapid Wien. Sein Debüt für Rapid gab er in der Bundesliga 2015/16 am 3. Spieltag gegen den Wolfsberger AC.
Im August 2016 wechselte er zum Ligakonkurrenten SV Ried, bei dem er einen bis Juni 2017 gültigen Vertrag erhielt.
Nach dem Abstieg aus der Bundesliga wechselte er zur Saison 2017/18 zum Bundesligisten SCR Altach, bei dem er einen bis Juni 2019 gültigen Vertrag erhielt. Nach der Saison 2018/19 verließ er Altach und kehrte zum Zweitligisten Ried zurück. Mit Ried stieg er 2020 in die Bundesliga auf. Im März 2023 zog sich Nutz einen Kreuzbandriss im linken Knie zu. Die Saison 2022/23 war damit für ihn vorzeitig beendet. Nach dem Wiederabstieg in die 2. Liga verließ Nutz die Rieder nach der Saison 2022/23.
Anschließend wechselte er zur Saison 2023/24 innerhalb der zweiten Liga zum SKN St. Pölten, bei dem er einen bis 2025 laufenden Vertrag erhielt. In der Saison 2023/24 kam er zu zwölf Zweitligaeinsätzen. In der Saison 2024/25 spielte er keine Rolle mehr und schaffte es bis zur Winterpause nie in den Spieltagskader. In Folge wurde sein Vertrag im Dezember 2024 aufgelöst. Im Anschluss daran wechselte er im Jänner 2025 zu Regionalligist SV Wildon.

## Persönliches
Sein Bruder ist der Fußballspieler Gerald Nutz.